# Kill This Love
| Đánh giá chuyên môn  | Đánh giá chuyên môn |
| Điểm trung bình      | Điểm trung bình     |
| Nguồn                | Đánh giá            |
| -------------------- | ------------------- |
| Metacritic           | 69/100              |
| Nguồn đánh giá       |                     |
| Nguồn                | Đánh giá            |
| Consequence of Sound | B                   |
| NME                  | [ 4 ]               |
| Pitchfork            | 6.2/10              |
| Rolling Stone        | [ 6 ]               |

Kill This Love là đĩa mở rộng tiếng Hàn thứ hai của nhóm nhạc nữ Hàn Quốc Blackpink, được phát hành vào ngày 4 tháng 4 năm 2019 bởi YG Entertainment và Interscope Records. Đây là màn trở lại của nhóm sau 10 tháng vắng bóng khỏi đường đua K-Pop kể từ Square Up vào tháng 6 năm 2018 và sẽ là màn phát hành đầu tiên kể từ khi kí hợp đồng với công ty Interscope, bài hát chủ đề sẽ được phát hành như đĩa đơn chính.

## Background
YG Entertainment cho biết: "Bài hát mới của Blackpink thậm chí sẽ còn mạnh mẽ hơn cả "Ddu-Du Ddu-Du". Blackpink đã làm việc với 4 biên đạo múa đẳng cấp thế giới cho lần trở lại sắp tới, vì vậy vũ đạo của ca khúc lần này sẽ chắc chắn sẽ bùng nổ hơn bất kỳ bài hát nào mà Blackpink từng phát hành trước đây."

## Quảng bá
YG Entertainment bắt đầu quảng bá cho mini album vào ngày 25 tháng 3 với một teaser poster của Lisa. Vào ngày 26 tháng 3, teaser poster của Jennie được tiết lộ. Teaser poster của Jisoo cũng được tiết lộ vào ngày kế tiếp. Teaser poster của Rosé được tiết lộ cuối cùng vào ngày 28 tháng 3. Teaser poster chính thức của nhóm được tiết lộ vào ngày 29 tháng 3. Vào ngày 3 tháng 4, nhóm đã cho ra mắt teaser chung với giai điệu mạnh mẽ, cuốn hút.

## Hiệu suất thương mại
Album kể từ khi được phát hành vào ngày 23 tháng 4 năm 2019 đã bán được gần 250.000 bản tại Hàn Quốc chỉ trong 8 ngày, bán chạy hơn album trước của họ là Square Up (gần 175.000 bản trong 15 ngày). Nó cũng được phát hành tại Trung Quốc thông qua QQ Music, KuGou, Xiami và nhiều ứng dụng âm nhạc khác. Album đã bán được hơn 500.000 bản tại Trung Quốc và giúp nhóm đạt chứng nhận Kim Cương trên nền tảng này. Blackpink chính là nhóm nhạc có album đạt chứng nhận này nhanh nhất, đồng thời cũng là nhóm nhạc Kpop đầu tiên đạt được trong năm 2019. Trên toàn thế giới, album cũng được xếp hạng No.1 iTunes tại hơn 35 quốc gia.
Trong khi đó, ca khúc chủ đề thành công về mặt thương mại tại Hàn Quốc và trên toàn thế giới. Đĩa đơn đứng đầu 4 trên 7 bảng xếp hạng chính tại Hàn Quốc, cụ thể là Mnet, Naver, Bugs! và Soribada. Tính đến ngày 16 tháng 5 năm 2019, đĩa đơn đã vượt qua hơn 200 triệu điểm chỉ số trên Bảng xếp hạng kỹ thuật số Gaon chỉ trong 5 tuần. Đĩa đơn cũng đã đứng đầu Bảng xếp hạng đĩa đơn iTunes Hoa Kỳ, giúp Blackpink trở thành nhóm nhạc nữ đầu tiên làm được điều đó kể từ thời điểm của Destiny's Child cách đây 14 năm.

## Danh sách bài hát
| STT              | Nhan đề                           | Phổ lời                | Phổ nhạc                      | Biên khúc        | Thời lượng |
| ---------------- | --------------------------------- | ---------------------- | ----------------------------- | ---------------- | ---------- |
| 1.               | "Kill This Love"                  | Teddy Bekuh BOOM       | Teddy R.Tee 24 Bekuh BOOM     | Teddy R.Tee 24   | 3:13       |
| 2.               | "Don't Know What to Do"           | Teddy                  | Teddy 24 Brian Lee Bekuh BOOM | Teddy R.Tee 24   | 3:22       |
| 3.               | "Kick It"                         | Teddy Danny Chung TAEO | Teddy 24                      | 24               | 3:12       |
| 4.               | "Hope Not" (아니길)               | Teddy Masta Wu         | Teddy Seo Won Jin Lydia Paek  | Seo Won Jin      | 3:12       |
| 5.               | "Ddu-Du Ddu-Du" (뚜두뚜두, remix) | Teddy                  | Teddy 24 R.Tee Bekuh BOOM     | R.Tee            | 3:22       |
| Tổng thời lượng: | Tổng thời lượng:                  | Tổng thời lượng:       | Tổng thời lượng:              | Tổng thời lượng: | 16:19      |

## Bảng xếp hạng
| Bảng xếp hạng (2019)                  | Thứ hạng cao nhất |
| ------------------------------------- | ----------------- |
| Úc (ARIA)                             | 18                |
| Album Canada (Billboard)              | 8                 |
| Album Ireland (IRMA)                  | 52                |
| Album Nhật Bản (Oricon)               | 17                |
| Japanese Hot Albums (Billboard Japan) | 9                 |
| New Zealand Albums (RMNZ)             | 10                |
| Album Scotland (OCC)                  | 21                |
| South Korean Albums (Gaon)            | 3                 |
| Swedish Albums (Sverigetopplistan)    | 23                |
| Album Anh Quốc (OCC)                  | 40                |
| Album Hoa Kỳ Billboard 200            | 24                |
| Album Hoa Kỳ World (Billboard)        | 1                 |

## Doanh số
| Khu vực                     | Chứng nhận | Đơn vị chứng nhận/ Doanh số |
| --------------------------- | ---------- | --------------------------- |
| Trung Quốc (QQ Music)       | Kim cương  | 656,332                     |
| Hàn Quốc (Gaon Album Chart) | Bạch Kim   | 331,217                     |
| Hoa Kỳ (Billboard)          | —          | 56,000                      |
| Nhật Bản (Oricon Chart)     | —          | 13,000                      |